# Zona Europea/Africana de la Copa Davis 2012
La Zona Europea/Africana es una de las tres zonas regionales de la Copa Davis 2012. En esta zona hay cuatro grupos diferentes en los que los equipos compiten unos contra otros para avanzar al siguiente grupo.

## Grupo 1

### Participantes
| 1. Bélgica 2. Dinamarca 3. Eslovaquia 4. Eslovenia 5. Finlandia | 1. Países Bajos 2. Israel 3. Portugal 4. Gran Bretaña 5. Rumanía 6. Sudáfrica |

### Cuadrado
|  | 2a ronda play-offs 14 - 16 de septiembre / 19 - 21 de octubre | 2a ronda play-offs 14 - 16 de septiembre / 19 - 21 de octubre | 2a ronda play-offs 14 - 16 de septiembre / 19 - 21 de octubre |  |  | 1a ronda play-offs 6 - 8 de abril / 14 - 16 de septiembre | 1a ronda play-offs 6 - 8 de abril / 14 - 16 de septiembre | 1a ronda play-offs 6 - 8 de abril / 14 - 16 de septiembre |  |  | 1a ronda 10 - 12 de febrero | 1a ronda 10 - 12 de febrero | 1a ronda 10 - 12 de febrero |  |           | 2a ronda 6 - 8 de abril | 2a ronda 6 - 8 de abril | 2a ronda 6 - 8 de abril |  |  |
|  |                                                               |                                                               |                                                               |  |  |                                                           |                                                           |                                                           |  |  |                             |                             |                             |  |           |                         |                         |                         |  |  |
|  |                                                               |                                                               |                                                               |  |  |                                                           |                                                           |                                                           |  |  |                             |                             |                             |  |           |                         |                         |                         |  |  |
|  |                                                               |                                                               |                                                               |  |  |                                                           |                                                           |                                                           |  |  |                             | Israel                      |                             |  |           |                         |                         |                         |  |  |
|  |                                                               |                                                               |                                                               |  |  |                                                           |                                                           |                                                           |  |  |                             |                             |                             |  |           |                         |                         |                         |  |  |
|  |                                                               |                                                               |                                                               |  |  |                                                           | BYE                                                       |                                                           |  |  |                             |                             |                             |  |           | Israel                  | 3                       |                         |  |  |
|  |                                                               |                                                               |                                                               |  |  |                                                           | Portugal                                                  |                                                           |  |  |                             |                             |                             |  |           | Portugal                | 2                       |                         |  |  |
|  |                                                               |                                                               |                                                               |  |  |                                                           |                                                           |                                                           |  |  | Portugal                    |                             |                             |  |           |                         |                         |                         |  |  |
|  |                                                               |                                                               |                                                               |  |  |                                                           |                                                           |                                                           |  |  |                             |                             |                             |  |           |                         |                         |                         |  |  |
|  |                                                               | Portugal                                                      | 1                                                             |  |  |                                                           |                                                           |                                                           |  |  |                             |                             |                             |  |           |                         |                         |                         |  |  |
|  |                                                               | Eslovaquia                                                    | 3                                                             |  |  |                                                           |                                                           |                                                           |  |  |                             |                             |                             |  |           |                         |                         |                         |  |  |
|  |                                                               |                                                               |                                                               |  |  |                                                           |                                                           |                                                           |  |  |                             | Bélgica                     |                             |  |           |                         |                         |                         |  |  |
|  |                                                               |                                                               |                                                               |  |  |                                                           |                                                           |                                                           |  |  |                             |                             |                             |  |           |                         |                         |                         |  |  |
|  |                                                               |                                                               |                                                               |  |  | BYE                                                       |                                                           |                                                           |  |  |                             |                             |                             |  | Bélgica   | 4                       |                         |                         |  |  |
|  |                                                               |                                                               |                                                               |  |  |                                                           | Eslovaquia                                                |                                                           |  |  |                             |                             |                             |  |           | Gran Bretaña            | 1                       |                         |  |  |
|  |                                                               |                                                               |                                                               |  |  |                                                           |                                                           |                                                           |  |  | Gran Bretaña                | 3                           |                             |  |           |                         |                         |                         |  |  |
|  |                                                               |                                                               |                                                               |  |  |                                                           |                                                           |                                                           |  |  |                             | Eslovaquia                  | 2                           |  |           |                         |                         |                         |  |  |
|  |                                                               |                                                               |                                                               |  |  |                                                           |                                                           |                                                           |  |  |                             |                             |                             |  |           |                         |                         |                         |  |  |
|  |                                                               |                                                               |                                                               |  |  |                                                           |                                                           |                                                           |  |  |                             | Finlandia                   | 0                           |  |           |                         |                         |                         |  |  |
|  |                                                               |                                                               |                                                               |  |  |                                                           |                                                           |                                                           |  |  |                             | Países Bajos                | 3                           |  |           |                         |                         |                         |  |  |
|  |                                                               |                                                               |                                                               |  |  |                                                           | Finlandia                                                 | 2                                                         |  |  |                             |                             |                             |  |           | Países Bajos            | 5                       |                         |  |  |
|  |                                                               |                                                               |                                                               |  |  |                                                           | Rumanía                                                   | 3                                                         |  |  |                             |                             |                             |  |           | Rumanía                 | 0                       |                         |  |  |
|  |                                                               |                                                               |                                                               |  |  |                                                           |                                                           |                                                           |  |  |                             |                             |                             |  |           |                         |                         |                         |  |  |
|  |                                                               |                                                               |                                                               |  |  |                                                           |                                                           |                                                           |  |  | Rumanía                     |                             |                             |  |           |                         |                         |                         |  |  |
|  |                                                               | Finlandia                                                     | 1                                                             |  |  |                                                           |                                                           |                                                           |  |  |                             |                             |                             |  |           |                         |                         |                         |  |  |
|  |                                                               | Dinamarca                                                     | 4                                                             |  |  |                                                           |                                                           |                                                           |  |  |                             |                             |                             |  |           |                         |                         |                         |  |  |
|  |                                                               |                                                               |                                                               |  |  |                                                           |                                                           |                                                           |  |  |                             | Dinamarca                   | 0                           |  |           |                         |                         |                         |  |  |
|  |                                                               |                                                               |                                                               |  |  |                                                           |                                                           |                                                           |  |  |                             | Eslovenia                   | 5                           |  |           |                         |                         |                         |  |  |
|  |                                                               |                                                               |                                                               |  |  | Dinamarca                                                 |                                                           |                                                           |  |  |                             |                             |                             |  | Eslovenia | 1                       |                         |                         |  |  |
|  |                                                               |                                                               |                                                               |  |  |                                                           | BYE                                                       |                                                           |  |  |                             |                             |                             |  |           | Sudáfrica               | 4                       |                         |  |  |
|  |                                                               |                                                               |                                                               |  |  |                                                           |                                                           |                                                           |  |  |                             |                             |                             |  |           |                         |                         |                         |  |  |
|  |                                                               |                                                               |                                                               |  |  |                                                           |                                                           |                                                           |  |  |                             | Sudáfrica                   |                             |  |           |                         |                         |                         |  |  |

| Portugal y Finlandia son relegados al Grupo 2 del 2013 | Israel, Bélgica, Países Bajos y Sudáfrica van a la eliminatoria del Grupo Mundial |

Claves
- Asciende al Grupo Mundial
- Se mantiene en el Grupo 1
- Desciende al Grupo 2

## Grupo 2

### Participantes
| 1. Bielorrusia 2. Bosnia y Herzegovina 3. Chipre 4. Egipto 5. Estonia 6. Hungría 7. Irlanda 8. Letonia | 1. Luxemburgo 2. Madagascar 3. Marruecos 4. Moldavia 5. Mónaco 6. Polonia 7. Turquía 8. Ucrania |

#### Cuadro
|  | Play-offs 6 - 8 de abril | Play-offs 6 - 8 de abril | Play-offs 6 - 8 de abril |  |  | 1a ronda 10 – 12 de febrero | 1a ronda 10 – 12 de febrero | 1a ronda 10 – 12 de febrero |  |  | 2a ronda 6 - 8 de abril | 2a ronda 6 - 8 de abril | 2a ronda 6 - 8 de abril |  |  | 3a ronda 14 - 16 de septiembre | 3a ronda 14 - 16 de septiembre | 3a ronda 14 - 16 de septiembre |  |  |
|  |                          |                          |                          |  |  |                             |                             |                             |  |  |                         |                         |                         |  |  |                                |                                |                                |  |  |
|  |                          |                          |                          |  |  |                             |                             |                             |  |  |                         |                         |                         |  |  |                                |                                |                                |  |  |
|  |                          |                          |                          |  |  |                             | Ucrania                     | 5                           |  |  |                         |                         |                         |  |  |                                |                                |                                |  |  |
|  |                          |                          |                          |  |  |                             | Mónaco                      | 0                           |  |  |                         |                         |                         |  |  |                                |                                |                                |  |  |
|  |                          | Mónaco                   | 3                        |  |  |                             |                             |                             |  |  | Ucrania                 | 5                       |                         |  |  |                                |                                |                                |  |  |
|  |                          | Marruecos                | 2                        |  |  |                             |                             |                             |  |  | Chipre                  | 0                       |                         |  |  |                                |                                |                                |  |  |
|  |                          |                          |                          |  |  | Chipre                      | 3                           |                             |  |  |                         |                         |                         |  |  |                                |                                |                                |  |  |
|  |                          |                          |                          |  |  |                             | Marruecos                   | 2                           |  |  |                         |                         |                         |  |  |                                |                                |                                |  |  |
|  |                          |                          |                          |  |  |                             |                             |                             |  |  |                         |                         |                         |  |  |                                | Ucrania                        | 3                              |  |  |
|  |                          |                          |                          |  |  |                             |                             |                             |  |  |                         |                         |                         |  |  |                                | Letonia                        | 2                              |  |  |
|  |                          |                          |                          |  |  |                             | Hungría                     | 3                           |  |  |                         |                         |                         |  |  |                                |                                |                                |  |  |
|  |                          |                          |                          |  |  |                             | Irlanda                     | 2                           |  |  |                         |                         |                         |  |  |                                |                                |                                |  |  |
|  |                          | Irlanda                  | 3                        |  |  |                             |                             |                             |  |  | Hungría                 | 2                       |                         |  |  |                                |                                |                                |  |  |
|  |                          | Egipto                   | 2                        |  |  |                             |                             |                             |  |  | Letonia                 | 3                       |                         |  |  |                                |                                |                                |  |  |
|  |                          |                          |                          |  |  | Letonia                     | 3                           |                             |  |  |                         |                         |                         |  |  |                                |                                |                                |  |  |
|  |                          |                          |                          |  |  |                             | Egipto                      | 2                           |  |  |                         |                         |                         |  |  |                                |                                |                                |  |  |
|  |                          |                          |                          |  |  |                             |                             |                             |  |  |                         |                         |                         |  |  |                                |                                |                                |  |  |
|  |                          |                          |                          |  |  |                             | Moldavia                    | 1                           |  |  |                         |                         |                         |  |  |                                |                                |                                |  |  |
|  |                          |                          |                          |  |  |                             | Bielorrusia                 | 4                           |  |  |                         |                         |                         |  |  |                                |                                |                                |  |  |
|  |                          | Moldavia                 | 3                        |  |  |                             |                             |                             |  |  | Bielorrusia             | 4                       |                         |  |  |                                |                                |                                |  |  |
|  |                          | Turquía                  | 2                        |  |  |                             |                             |                             |  |  | Bosnia y Herzegovina    | 1                       |                         |  |  |                                |                                |                                |  |  |
|  |                          |                          |                          |  |  | Turquía                     | 1                           |                             |  |  |                         |                         |                         |  |  |                                |                                |                                |  |  |
|  |                          |                          |                          |  |  |                             | Bosnia y Herzegovina        | 3                           |  |  |                         |                         |                         |  |  |                                |                                |                                |  |  |
|  |                          |                          |                          |  |  |                             |                             |                             |  |  |                         |                         |                         |  |  |                                | Bielorrusia                    | 2                              |  |  |
|  |                          |                          |                          |  |  |                             |                             |                             |  |  |                         |                         |                         |  |  |                                | Polonia                        | 3                              |  |  |
|  |                          |                          |                          |  |  |                             | Luxemburgo                  | 0                           |  |  |                         |                         |                         |  |  |                                |                                |                                |  |  |
|  |                          |                          |                          |  |  |                             | Estonia                     | 5                           |  |  |                         |                         |                         |  |  |                                |                                |                                |  |  |
|  |                          | Luxemburgo               | 4                        |  |  |                             |                             |                             |  |  | Estonia                 | 1                       |                         |  |  |                                |                                |                                |  |  |
|  |                          | Madagascar               | 1                        |  |  |                             |                             |                             |  |  | Polonia                 | 4                       |                         |  |  |                                |                                |                                |  |  |
|  |                          |                          |                          |  |  | Madagascar                  | 0                           |                             |  |  |                         |                         |                         |  |  |                                |                                |                                |  |  |
|  |                          |                          |                          |  |  |                             | Polonia                     | 5                           |  |  |                         |                         |                         |  |  |                                |                                |                                |  |  |

| Marruecos, Egipto, Turquía y Madagascar son relegados al Grupo 3 del 2013 | Ucrania y Polonia Los equipos ganadores son promovido al grupo 1 en 2013. |

Claves
- Asciende al Grupo 1
- Se mantiene en el Grupo 2
- Desciende al Grupo 3

## Grupo 3 África

### Participantes
| 1. Argelia 2. Benín 3. Costa de Marfil 4. Ghana 5. Kenia | 1. Namibia 2. Nigeria 3. Túnez 4. Zimbabue |

### Fase de grupos
| Grupo A  | Grupo A             | Grupo A          | Grupo A          | Grupo A            | Grupo A |
| Equipos  | Bandera de Zimbabue | Bandera de Ghana | Bandera de Túnez | Bandera de Namibia |         |
| -------- | ------------------- | ---------------- | ---------------- | ------------------ | ------- |
| Zimbabue |                     | 2-1              | 0-3              | 3-0                |         |
| Ghana    | 1-2                 |                  | 0-3              | 1-2                |         |
| Túnez    | 3-0                 | 3-0              |                  | 3-0                |         |
| Namibia  | 0-3                 | 2-1              | 0-3              |                    |         |

- Túnez y  Zimbabue van a los Play-offs de ascenso.

| Grupo B         | Grupo B            | Grupo B          | Grupo B                    | Grupo B          | Grupo B |
| Equipos         | Bandera de Argelia | Bandera de Benín | Bandera de Costa de Marfil | Bandera de Kenia |         |
| --------------- | ------------------ | ---------------- | -------------------------- | ---------------- | ------- |
| Argelia         |                    | 0-3              | 1-2                        | 1-2              |         |
| Benín           | 3-0                |                  | 2-1                        | 3-0              |         |
| Costa de Marfil | 2-1                | 1-2              |                            | 2-1              |         |
| Kenia           | 2-1                | 0-3              | 1-2                        |                  |         |

- Benín y  Costa de Marfil van a los Play-offs de ascenso.

### Play-Offs

#### De Ascenso África
| | Bandera de Túnez           | Túnez                           | 2                | 0 | Costa de Marfil | Bandera de Costa de Marfil |  |
| --- | -------------------------- | ------------------------------- | ---------------- | - | --------------- | -------------------------- |  |
| Túnez 06 al 6 de julio de 2012 |                            |                                 |                  |   |                 |                            |  |
| \| 1 \| \| Mohamed ABID \| 6 \| 6 \| \| \| \| \| 1 \| \| Valentin SANON \| 2 \| 0 \| \| \| \| \| 2 \| \| Malek JAZIRI \| 6 \| 6 \| \| \| \| \| 2 \| \| Terence NUGENT \| 1 \| 3 \| \| \| \| \| 3 \| \| Mohamed ABID - Malek JAZIRI \| No fue necesario \| \| \| \| \| \| 3 \| Valentin SANON - Terence NUGENT \| \| \| \| \| \| \| |                            |                                 |                  |   |                 |                            |  |
| 1 | Bandera de Túnez           | Mohamed ABID                    | 6                | 6 |                 |                            |  |
| 1 | Bandera de Costa de Marfil | Valentin SANON                  | 2                | 0 |                 |                            |  |
| 2 | Bandera de Túnez           | Malek JAZIRI                    | 6                | 6 |                 |                            |  |
| 2 | Bandera de Costa de Marfil | Terence NUGENT                  | 1                | 3 |                 |                            |  |
| 3 | Bandera de Túnez           | Mohamed ABID - Malek JAZIRI     | No fue necesario |   |                 |                            |  |
| 3 | Bandera de Costa de Marfil | Valentin SANON - Terence NUGENT |                  |   |                 |                            |  |

| | Bandera de Benín    | Benín                          | 2 | 1  | Zimbabue | Bandera de Zimbabue |  |
| --- | ------------------- | ------------------------------ | - | -- | -------- | ------------------- |  |
| Sofia, Bulgaria 6 al 6 de mayo de 2012 |                     |                                |   |    |          |                     |  |
| \| 1 \| \| Loic DIDAVI \| 3 \| 65 \| \| \| \| \| 1 \| \| Benjamin LOCK \| 6 \| 7 \| \| \| \| \| 2 \| \| Alexis KLEGOU \| 6 \| 6 \| \| \| \| \| 2 \| \| Mark FYNN \| 4 \| 1 \| \| \| \| \| 3 \| \| Loic DIDAVI - Alexis KLEGOU \| 6 \| 6 \| \| \| \| \| 3 \| \| Benjamin LOCK - Tendai TAPFUMA \| 3 \| 1 \| \| \| \| |                     |                                |   |    |          |                     |  |
| 1 | Bandera de Benín    | Loic DIDAVI                    | 3 | 65 |          |                     |  |
| 1 | Bandera de Zimbabue | Benjamin LOCK                  | 6 | 7  |          |                     |  |
| 2 | Bandera de Benín    | Alexis KLEGOU                  | 6 | 6  |          |                     |  |
| 2 | Bandera de Zimbabue | Mark FYNN                      | 4 | 1  |          |                     |  |
| 3 | Bandera de Benín    | Loic DIDAVI - Alexis KLEGOU    | 6 | 6  |          |                     |  |
| 3 | Bandera de Zimbabue | Benjamin LOCK - Tendai TAPFUMA | 3 | 1  |          |                     |  |

- Ascienden al grupo II,  Túnez y  Benín

## Grupo 3 Europa

### Participantes
| 1. Albania 2. Andorra 3. Armenia 4. Bulgaria 5. Georgia 6. Grecia 7. Islandia | 1. Lituania 2. Macedonia del Norte 3. Malta 4. Montenegro 5. Noruega 6. San Marino |

### Fase de grupos
| Lituania   |     | 2-0 | 3-0 |
| Andorra    | 0-2 |     | 2-1 |
| San Marino | 0-3 | 1-2 |     |

- Lituania va al Play-offs de ascenso.

| Bulgaria |     | 3-0 | 3-0 |
| Georgia  | 0-3 |     | 3-0 |
| Albania  | 0-3 | 0-3 |     |

- Bulgaria va al Play-offs de ascenso.

| Montenegro          |     | 1-2 | 0-2 |
| Armenia             | 2-1 |     | 0-3 |
| Macedonia del Norte | 2-0 | 3-0 |     |

- Macedonia del Norte va al Play-offs de ascenso.

| Grupo D  | Grupo D           | Grupo D            | Grupo D          | Grupo D             | Grupo D |
| Equipos  | Bandera de Grecia | Bandera de Noruega | Bandera de Malta | Bandera de Islandia |         |
| -------- | ----------------- | ------------------ | ---------------- | ------------------- | ------- |
| Grecia   |                   | 2-1                | 3-0              | 3-0                 |         |
| Noruega  | 1-2               |                    | 3-0              | 3-0                 |         |
| Malta    | 0-3               | 0-3                |                  | 2-1                 |         |
| Islandia | 0-3               | 0-3                | 1-2              |                     |         |

- Grecia va al Play-offs de ascenso.

### De Ascenso Europa
| | Bandera de Lituania | Lituania                               | 2  | 1  | Grecia | Bandera de Grecia |  |
| --- | ------------------- | -------------------------------------- | -- | -- | ------ | ----------------- |  |
| Bulgaria 05 al 5 de mayo de 2012 |                     |                                        |    |    |        |                   |  |
| \| 1 \| \| Laurynas GRIGELIS \| 5 \| 7 \| 4 \| \| \| \| 1 \| \| Shendrit DEARI \| 7 \| 68 \| 6 \| \| \| \| 2 \| \| Ricardas BERANKIS \| 7 \| 6 \| \| \| \| \| 2 \| \| Paris GEMOUCHIDIS \| 64 \| 3 \| \| \| \| \| 3 \| \| Ricardas BERANKIS - Laurynas GRIGELIS \| 6 \| 7 \| \| \| \| \| 3 \| \| Paris GEMOUCHIDIS - Markos KALOVELONIS \| 2 \| 5 \| \| \| \| |                     |                                        |    |    |        |                   |  |
| 1 | Bandera de Lituania | Laurynas GRIGELIS                      | 5  | 7  | 4      |                   |  |
| 1 | Bandera de Grecia   | Shendrit DEARI                         | 7  | 68 | 6      |                   |  |
| 2 | Bandera de Lituania | Ricardas BERANKIS                      | 7  | 6  |        |                   |  |
| 2 | Bandera de Grecia   | Paris GEMOUCHIDIS                      | 64 | 3  |        |                   |  |
| 3 | Bandera de Lituania | Ricardas BERANKIS - Laurynas GRIGELIS  | 6  | 7  |        |                   |  |
| 3 | Bandera de Grecia   | Paris GEMOUCHIDIS - Markos KALOVELONIS | 2  | 5  |        |                   |  |

| | Bandera de Bulgaria            | Bulgaria                           | 3 | 0 | Macedonia | Bandera de Macedonia del Norte |  |
| --- | ------------------------------ | ---------------------------------- | - | - | --------- | ------------------------------ |  |
| Bulgarian National Tennis Centre ‘Carlsberg’, Sofia, Bulgaria 5 al 5 de mayo de 2012 |                                |                                    |   |   |           |                                |  |
| \| 1 \| \| Dimitar KUZMANOV \| 1 \| 6 \| 7 \| \| \| \| 1 \| \| Shendrit DEARI \| 6 \| 2 \| 5 \| \| \| \| 2 \| \| Grigor DIMITROV \| 6 \| 6 \| \| \| \| \| 2 \| \| Tomislav JOTOVSKI \| 0 \| 0 \| \| \| \| \| 3 \| \| Todor ENEV - Petar TRENDAFILOV \| 6 \| 6 \| \| \| \| \| 3 \| \| Tomislav JOTOVSKI - Danil ZELENKOV \| 3 \| 3 \| \| \| \| |                                |                                    |   |   |           |                                |  |
| 1 | Bandera de Bulgaria            | Dimitar KUZMANOV                   | 1 | 6 | 7         |                                |  |
| 1 | Bandera de Macedonia del Norte | Shendrit DEARI                     | 6 | 2 | 5         |                                |  |
| 2 | Bandera de Bulgaria            | Grigor DIMITROV                    | 6 | 6 |           |                                |  |
| 2 | Bandera de Macedonia del Norte | Tomislav JOTOVSKI                  | 0 | 0 |           |                                |  |
| 3 | Bandera de Bulgaria            | Todor ENEV - Petar TRENDAFILOV     | 6 | 6 |           |                                |  |
| 3 | Bandera de Macedonia del Norte | Tomislav JOTOVSKI - Danil ZELENKOV | 3 | 3 |           |                                |  |

- Ascienden al grupo II,  Lituania y  Bulgaria

| Predecesor: - | Zona Europea/Africana de la Copa Davis 2012 | Sucesor: 2013 |

- Datos: Q6171520